# گنبد سبز (کرمان)
در زمان حاکمیت قراختاییان در کرمان، نشانه‌های بسیار قوی از تمدن غنی و فرهنگ پیشرفته در این خطه دیده می‌شود. در این دوره بناهای تاریخی بسیار زیادی با کارکردهای مختلف در کرمان ساخته شده که امروزه آثار کمی از آنها برجای مانده است. قبه سبز Gobbe-Sabz (Green Dome) یکی از بناهای تاریخی کرمان است که سابقه آن به دوره حاکمیت قراختاییان در حدود ۷۸۰ سال پیش (تقریباً ۶۵۰هجری قمری) می‌رسد. قراختاییان کرمان یکی از سلسله‌های ملوک‌الطوایفی ایران بود که نزدیک به ۸۳ سال بر کرمان حکمرانی کردند. به مناسبت لقب مؤسس آن براق حاجب به سلسله قتلغ خانی نیز گفته می‌شود. در اثر زلزله ای در تاریخ ۷ خرداد ۱۲۷۶ شمسی بسیاری از آن فرو ریخت و امروزه از این بنای زیبا، تنها یک ایوان باقی مانده است. این اثر در تاریخ ۱۵ دی ۱۳۱۰ با شمارهٔ ثبت ۱۲۴ به‌عنوان یکی از آثار ملی ایران به ثبت رسیده است.
این بنای زیبا یک مجموعه فرهنگی کامل را دربر می‌گرفت. این مجموعه بنا شامل دارالشفا، مسجد و بازار بوده است. طبق منابع تاریخی سازنده این بنا قتلغ ترکان خاتون همسر براق حاجب بوده است که پس از مرگ وی با قطب‌الدین ازدواج کرد و پس از مرگ قطب‌الدین به مدت ۲۵ سال، خود شخصاً حاکمیت کرمان را به عهده گرفت. با این توضیح می‌توان گفت که ساخت بنا توسط براق حاجب آغاز شده و ترکان خاتون آن را تکمیل کرده است.
در قبه سبزی که بالای قبر اوست کتیبه‌ایست مشتمل بر اسامی معمارانی که بنا را ساخته‌اند و تاریخ آن سال ۶۴۰ است یعنی سال تمام شدن آن ساختمان در زمان سلطنت اسمی پسر قتلق‌خان که خواهرش ترخان خاتون او را از سلطنت معزول کرد.

## معماری
قبه سبز یک بنای کاشی‌کاری شده و عنوان قدیمی‌ترین نمونه کاشی‌کاری معرق ایران را به خود اختصاص داده است. گنبد بنا در حدود ۵۰ فوت (حدود ۱۵ متر) بوده است و با کاشی‌های فیروزه‌ای تزیین شده بود. دلیل نام‌گذاری این بنا به قبه سبز داشتن همین کاشی‌های فیروزه‌ای است.

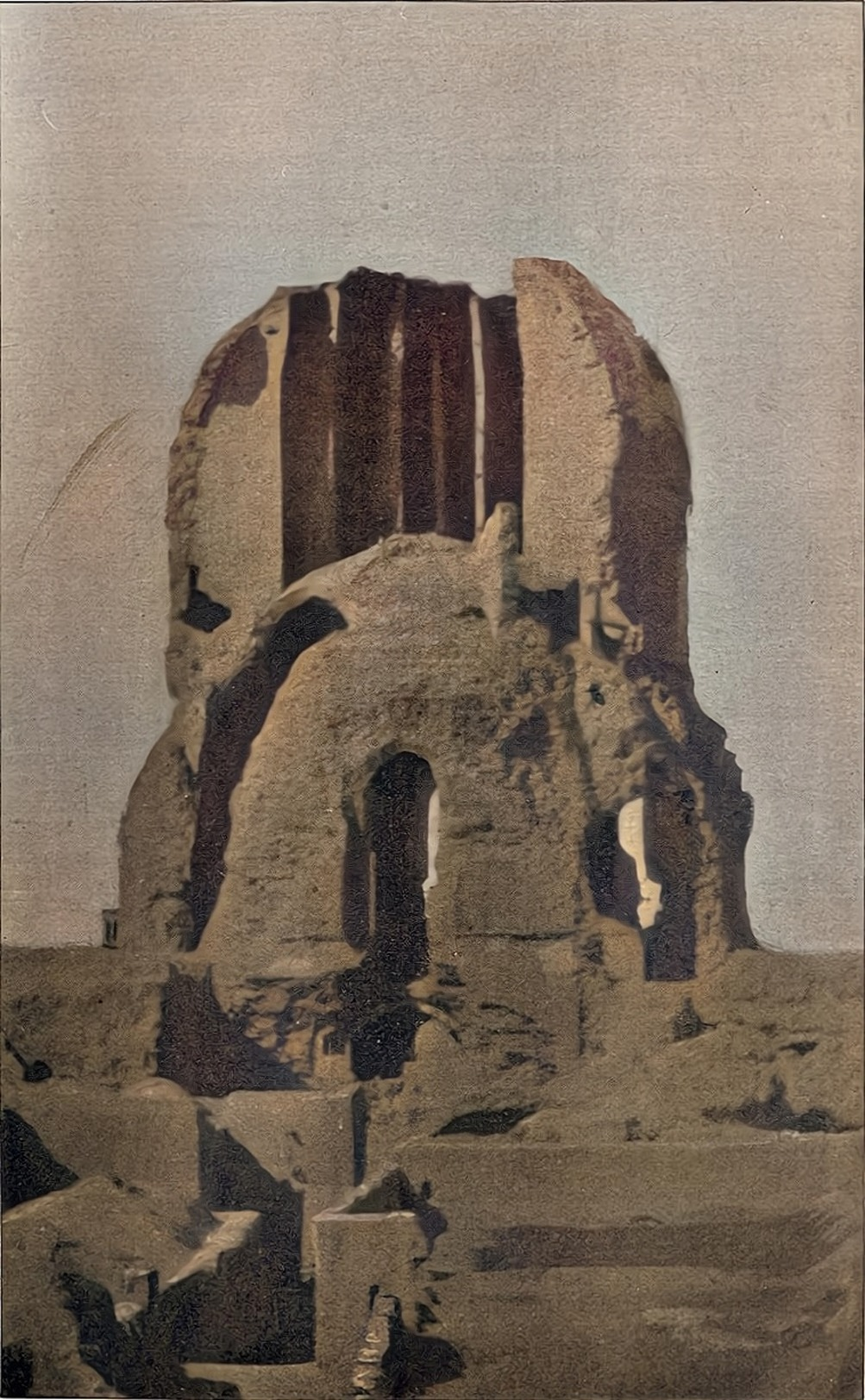
تصویر ویرانه‌های قبه سبز قبل از زلزله که توسط هوش مصنوعی رنگی و شفاف شده است

سرپرسی سایکس در کتاب ده هزار مایل در ایران در صفحه ۱۹۵ نسخه زبان اصلی دربارهٔ این بنا گفته است: «تا قبل از زلزله سال ۱۸۹۶، قبه سبز با اختلاف برجسته‌ترین ساختمان کرمان بود. این بنا مقبره خاندان قراختایی و بخشی از دانشکده ای به نام مدرسه ترک آباد بود. قبه یک ساختمان استوانه ای بود که شاید ۵۰ فوت ارتفاع داشت، با موزاییک‌های آبی متمایل به سبز در بیرون و داخل گچ بری شده که آثار تذهیب‌های غنی را نشان می‌داد. این بنا که توسط وکیل الملک حاکم قجری کرمان در جستجوی گنج و اشیا گرانبها تخریب بسیار شده بود، اکنون به لطف زلزله سال ۱۸۹۶ به صورت تپه ای بدون شکل درآمده است.» وی همچنین در صفحه ۲۶۵ همین کتاب تصویری قرار داده که ویرانه‌های این بنا را قبل از زلزله نشان می‌دهد.
مارکوپولو هم از قبه سبز به‌عنوان یک مجموعه ارزشمند در کرمان یاد می‌کند. از ویژگی‌های منحصر به فرد بنای تاریخی قبه سبز این است که هیچ چاه فاضلابی تا یک کیلومتری چاه آب قبه سبز دیده نمی‌شود. یکی از کارشناسان میراث فرهنگی براین عقیده است که در بنای قبه سبز علاوه بر کاشی‌کاری، گچ‌بری و حتی طلاکاری نیز به کار رفته است. قسمت اعظم بنای قبه سبز در اثر عوامل طبیعی به‌ویژه وقوع زلزله در سال ۱۳۱۴هجری قمری آسیب بسیار دیده است.

## کاربری
بنای قبه سبز در عصر خود با عنوان مدرسه شناخته می‌شد و کارکرد آن آموزش به محصلان بوده است. منابع تاریخی نشان می‌دهد که اساتیدی که در این مدرسه علمی به تدریس مشغول بودند، کسانی مثل شیخ محمود شبستری، مجد خوافی و سدیدالدین زوزنی بودند. این افراد از برجسته‌ترین اساتید عصر خود بودند که به کرمان آمدند و این امر نشان از اعتبار و بزرگی کار طرفین دارد. هر کدام از این اساتید در دانشگاه قبه سبز یک کرسی درس داشتند. در مدارس آن زمان این شیوه مرسوم نبوده است. از این جهت، به دلیل تفاوتی که در شیوه آموزش در مدرسه علمی قبه سبز با سایر مدارس آن زمان دیده می‌شود، برخی پژوهشگران آن را دانشگاه قبه سبز نامیده‌اند. این مرکز علمی یکی از شاخص‌ترین مراکز علمی هفت قرن اخیر بوده و بیش از ۲۰۰ سال فعالیت داشته است. قبه سبز درب ورودی محوطه بزرگی شامل مدرسه و تالار اجتماعات و ارگ حکومتی و باغ مشیز و دانشگاه عصمتیه و مقبره حکام قراختائیان کرمان بوده است.

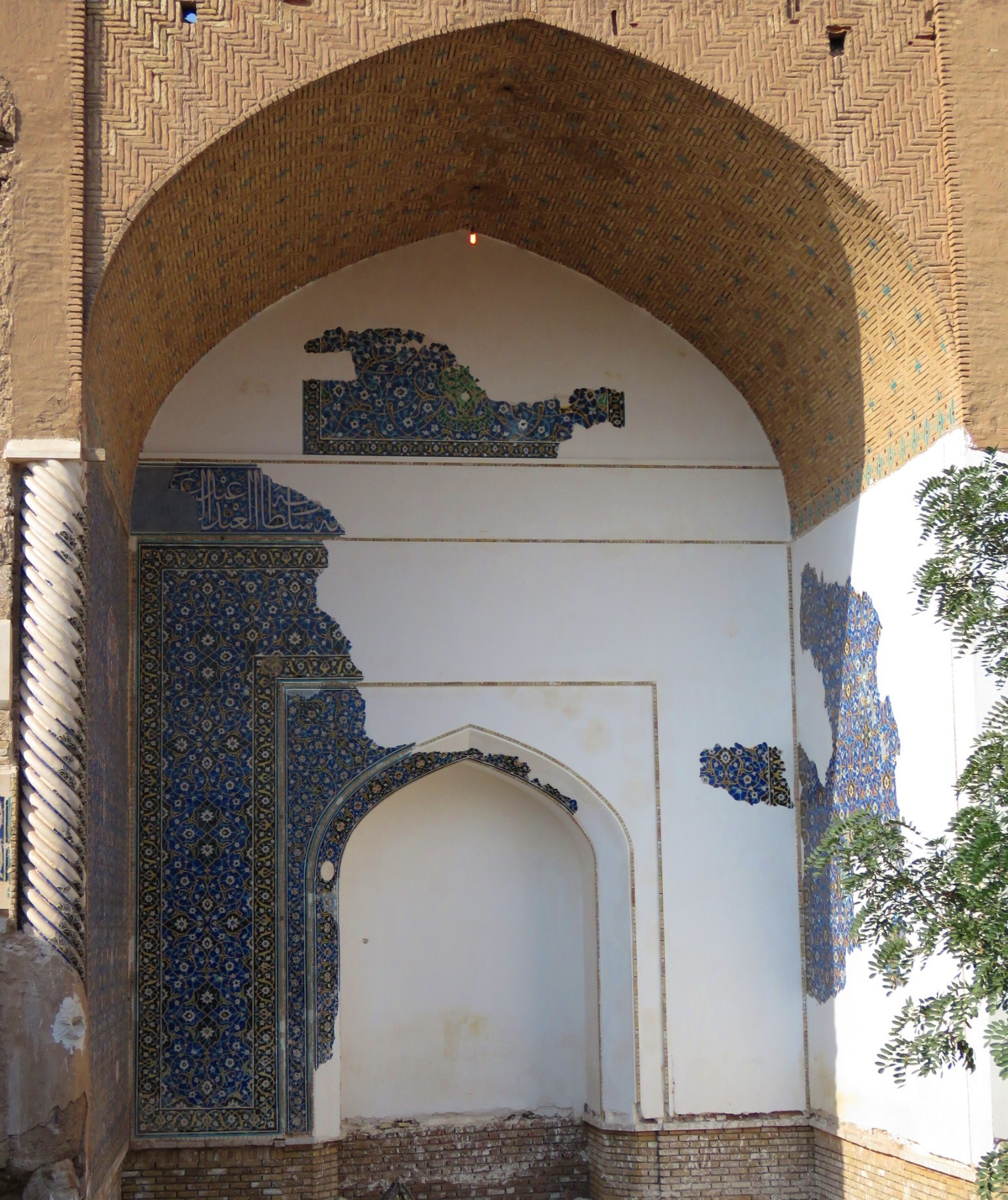
ایوان قبه سبز

## ترکان خاتون
قتلغ ترکان خاتون زنی است که در شکل‌گیری تاریخ و تمدن کرمان تأثیر بسیار داشته است. شاید کمتر کسی بداند که یکی از عادل‌ترین و موثرترین حاکمان کرمان ترکان خاتون بوده است. در زمان حاکمیت این زن کاردان بر کرمان، این سرزمین شاهد تحولات بسیار بوده است. بسیاری از بناهای کرمان از جمله قنات‌ها، کاروان‌سراها، مساجد و برخی راه‌های کرمان در عهد حاکمیت این زن احداث شدند. او حاکمی مقتدر و شیر زنی بود که با سیاست و دلاوری خود باعث نجات کرمان از ورود مغولان گردید مقبره قتلغ ترکان خاتون در مجاورت قبه سبز و در سمت راست آن قرار دارد که با نام مقبره سید خوش‌رو نیز شناخته می‌شود.
ترخان خاتون دختر قتلق‌خان قراختائی چندی پس از مردن پدرش، برادرش را از سلطنت عزل کرد و خود مدت بیست و پنج سال فرمانروای حقیقی کرمان بود و به نام شوهرش پسر عم قتلق‌خان و دو پسر خودش که آنها را یکی پس از دیگری اسماً بر تخت نشاند، سلطنت می‌کرد. میرخواند فوت این زن را در سال ۶۸۱ شمرده گوید زیر گنبد مدرسه شهر به خاک سپرده شد.

## گالری تصاویر

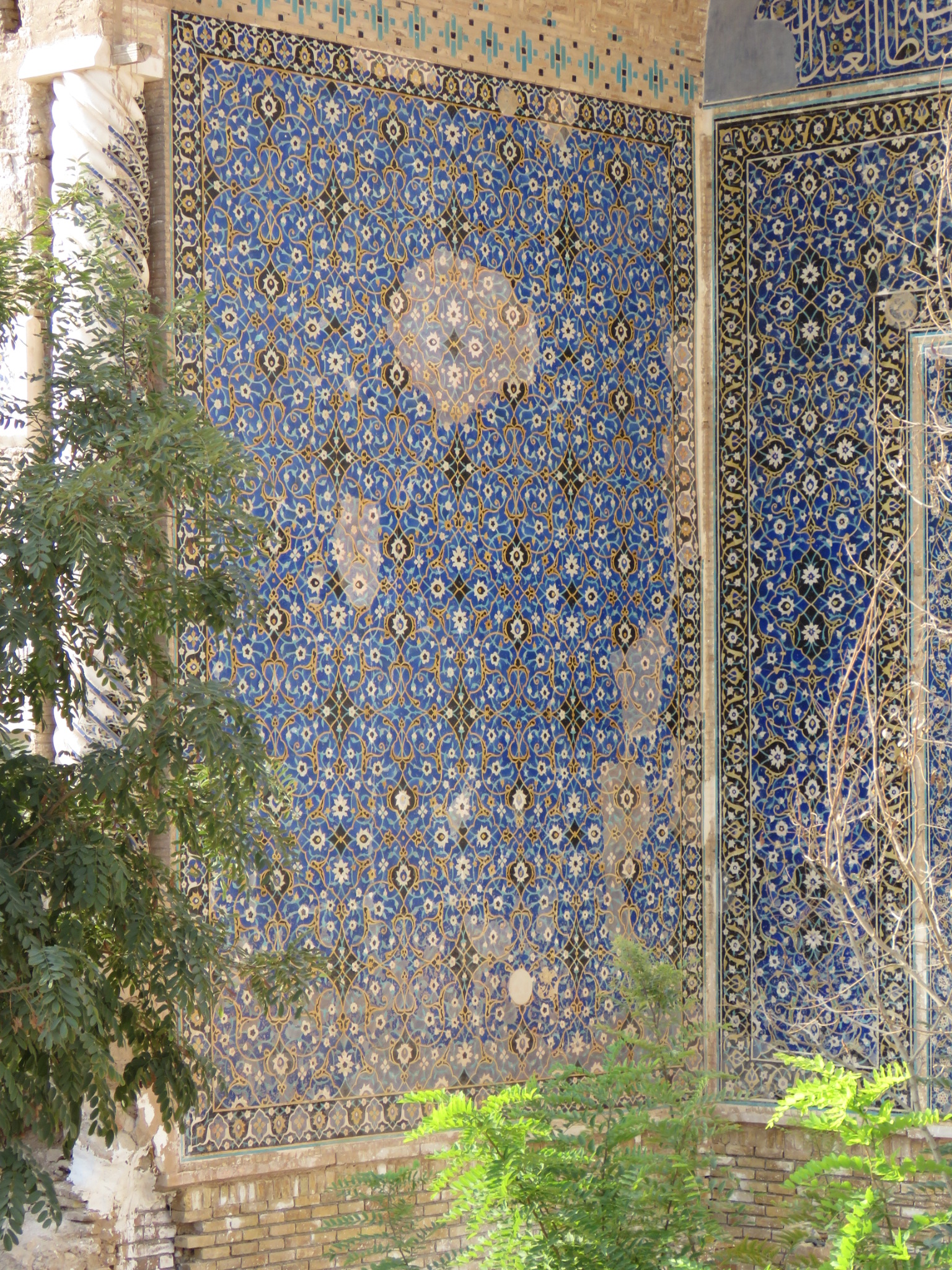
کاشی کاری معرق قبه سبز
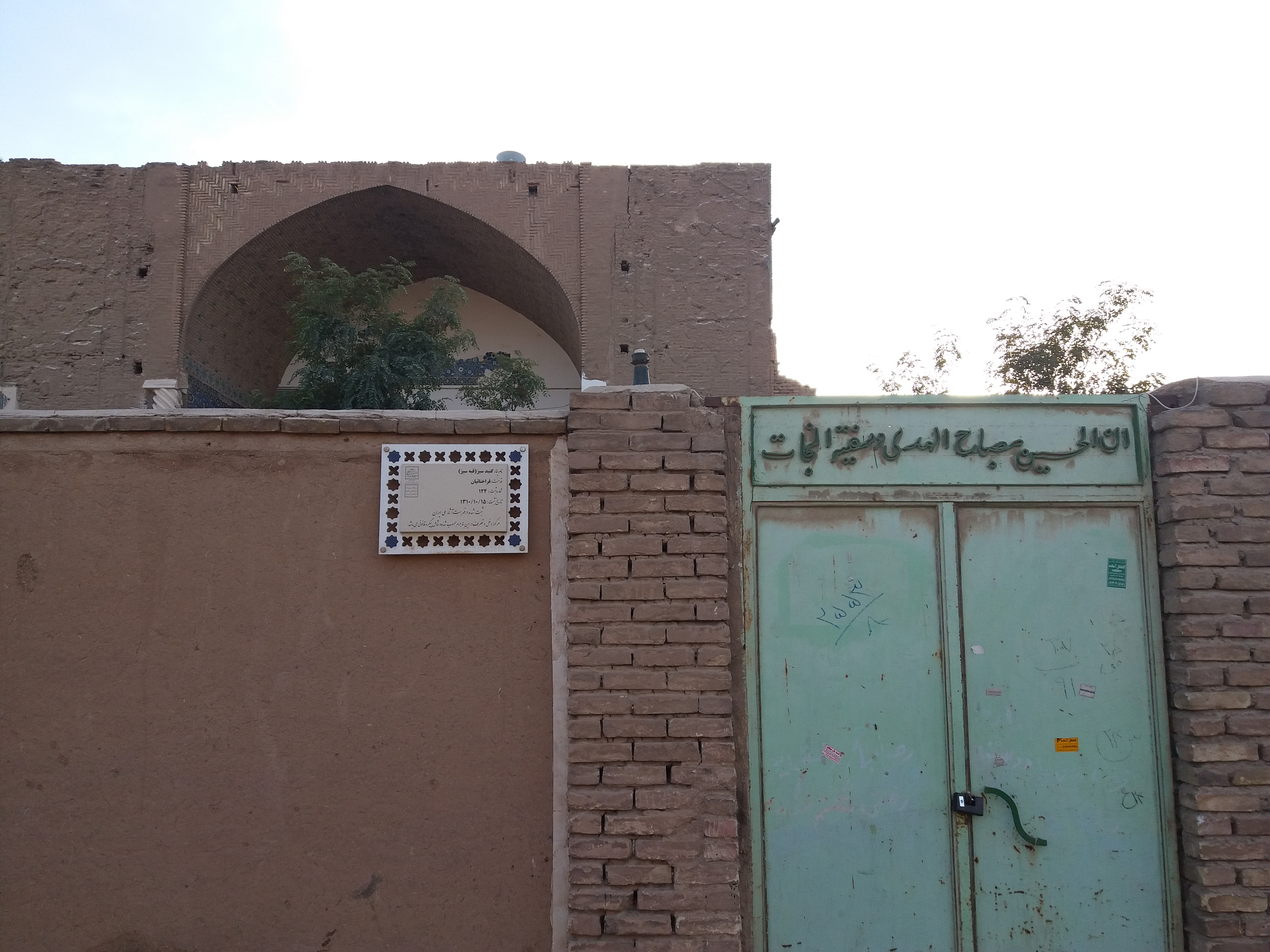
گنبد سبز کرمان
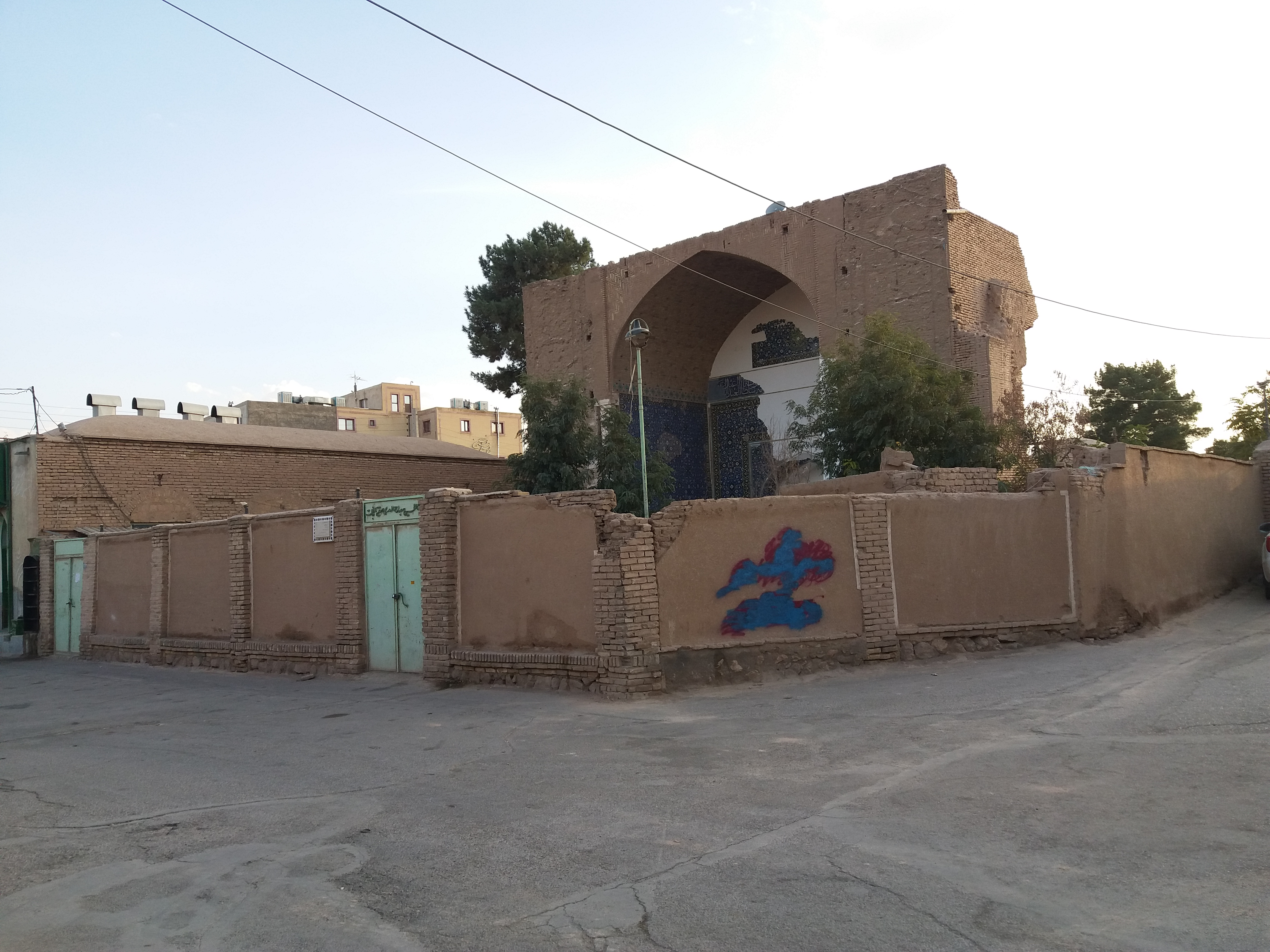
گنبد سبز کرمان
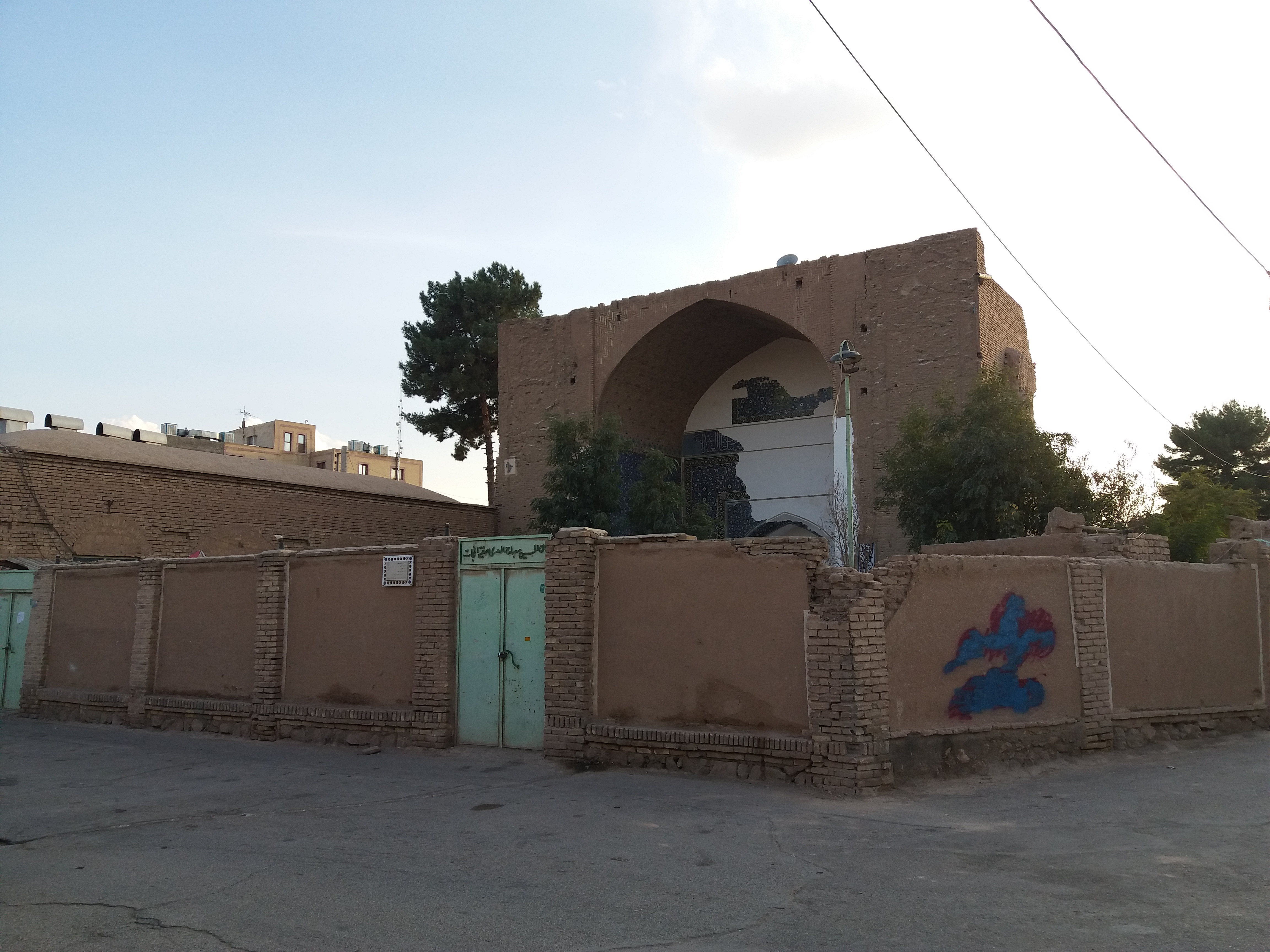
گنبد سبز کرمان
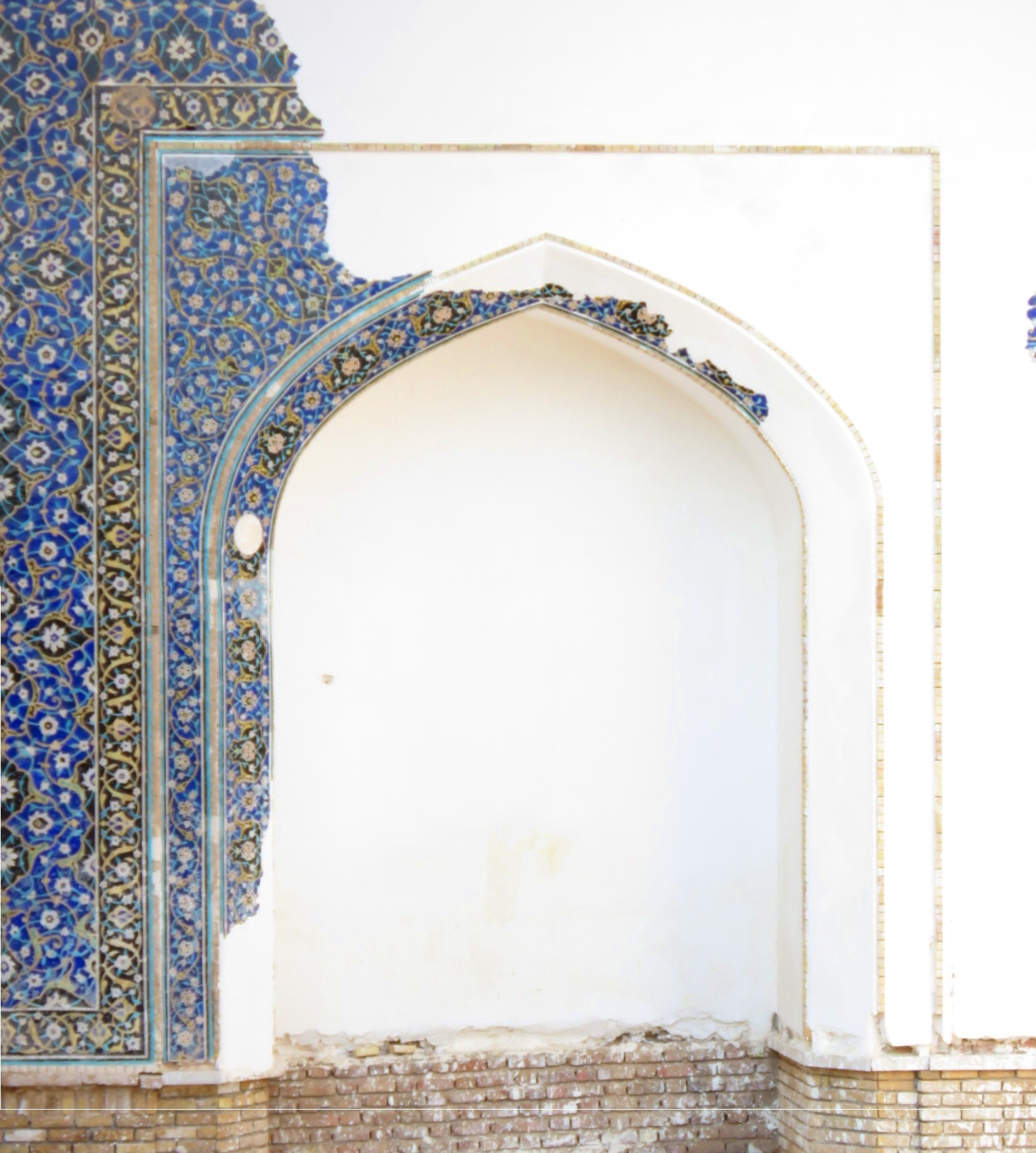
کاشی کاری معرق
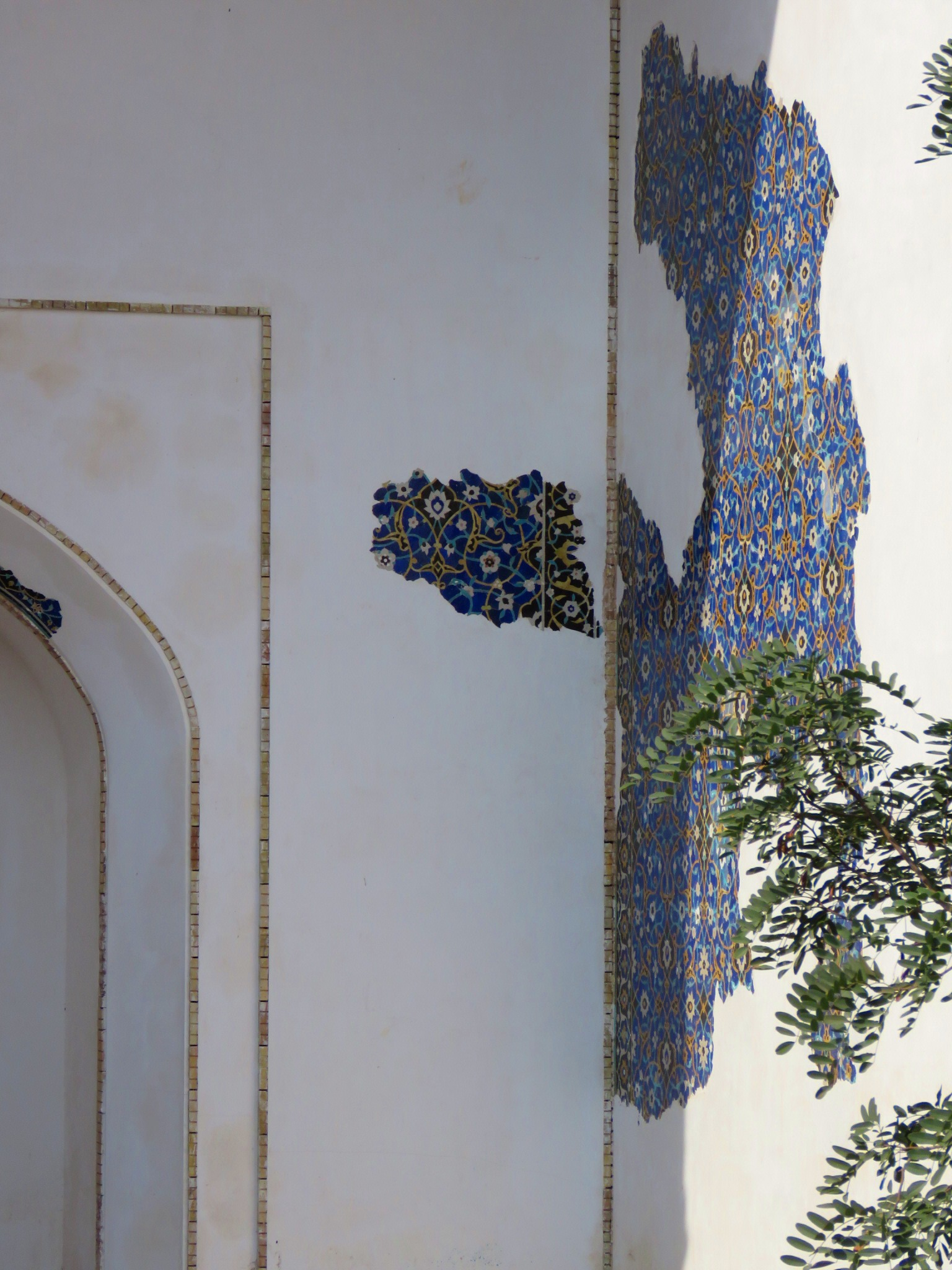
کاشی کاری معرق